# 日本アカデミー賞話題賞のオールナイトニッポン
『日本アカデミー賞話題賞のオールナイトニッポン』（にほんアカデミーしょうわだいしょうのオールナイトニッポン）は、毎年春に開催される日本アカデミー賞関連の日本のラジオ番組である。1980年より毎年2月又は3月に年1回放送されている。
本記事のタイトルは便宜的なものであり、かつては『（受賞者）のオールナイトニッポン（又はオールナイトニッポンR）～第○回日本アカデミー賞 栄冠は誰の手に～』の番組タイトルだったが、2011年以降は『オールナイトニッポン』シリーズに『第○回日本アカデミー賞スペシャル』のサブタイトルをつけることが多い。

## 概要
日本アカデミー賞授賞式の金曜深夜枠（主にオールナイトニッポン又はオールナイトニッポンR→2011年～2017年と2019年はオールナイトニッポンGOLD→2018年と2021年以降はオールナイトニッポン0(ZERO)）を使った年1回の単発特別番組である。読売新聞グループの力が強い賞でありながらフジサンケイグループのニッポン放送が放送するのは第3回から話題賞を提供しているためである。
授賞式が行われる直前の会場から事前収録されたものを放送する。当該番組の特徴としては、オールナイトニッポンの白眉であるパーソナリティのフリートークやネタコーナーはなく、映画の話題や受賞者インタビューをメインに進行することが多い。
また、授賞式の都合から話題賞受賞者が途中でいなくなり、後半はアナウンサーが単独でまわすこともある。
フィラーは歴代の受賞作品の主題歌などが使われるパターンが多い。

## 歴代の話題賞受賞者・パーソナリティ
前述でも述べた通り、2010年までは話題賞受賞者が当日のパーソナリティ（2008年は受賞者の塚地武雅がドランクドラゴンとして鈴木拓とともに出演）を担当していた。
2011年以降は、主にニッポン放送のアナウンサーがパーソナリティを担当するようになっている。ただし、2014年～2017年は映画パーソナリティのコトブキツカサ がパーソナリティを担当していた。また、2018年と2020年は三四郎がパーソナリティを担当する『三四郎のオールナイトニッポン0(ZERO)→三四郎のオールナイトニッポン』の『第○回アカデミー賞スペシャル』として放送した。
| 年度   | 日程    | 受賞者              | パーソナリティ                        | 放送時間    | 備考 |
| ------ | ------- | ------------------- | ------------------------------------- | ----------- | --- |
| 2007年 | 2月16日 | 塚地武雅            | ドランクドラゴン                      | 25:00-27:00 | |
| 2008年 | 2月15日 | 新垣結衣            | 新垣結衣                              | 25:00-27:00 | |
| 2009年 | 2月20日 | 松山ケンイチ        | 松山ケンイチ 吉田尚記                 | 27:00-29:00 | 一部地域は28:00で飛び降り。 この週のオールナイトニッポンとオールナイトニッポンエバーグリーン、オールナイトニッポンRはパーソナリティのサインが入ったクリアファイルがプレゼントされた。                                         |
| 2010年 | 3月05日 | 綾瀬はるか          | 綾瀬はるか 増田みのり                 | 25:00-27:00 | ニッポン放送向け。ネット局向けは笑福亭鶴瓶が担当 |
| 2011年 | 2月18日 | 岡村隆史            | 増田みのり                            | 23:00-24:00 | ネット局は23:00 - 23:40 |
| 2012年 | 3月02日 | 前田敦子            | 増田みのり                            | 22:00-24:00 | ネット局は22:00 - 23:30 |
| 2013年 | 3月08日 | 大島優子            | 新保友映                              | 22:00-23:50 | この年はニッポン放送・ネット局ともに共通の放送時間になったが、ニッポン放送はWBC・第2ラウンド Game2延長のため休止となった。この影響でこのあとの『AKB48のオールナイトニッポン』はニッポン放送とネット局との内容が別々となった。 |
| 2014年 | 3月07日 | 若林正恭            | コトブキツカサ                        | 22:00-23:30 | 本年以降、ニッポン放送・ネット局共に共通の放送時間になったが、IBC岩手放送のみ23:00より飛び乗り。 |
| 2015年 | 2月27日 | 岡田准一            | コトブキツカサ                        | 22:00-23:30 | 本年以降、ニッポン放送・ネット局共に共通の放送時間になったが、IBC岩手放送のみ23:00より飛び乗り。 |
| 2016年 | 3月04日 | ももいろクローバーZ | コトブキツカサ                        | 22:00-24:00 | IBC岩手放送は23:00より飛び乗り、東北放送は23:30で飛び降り。 |
| 2017年 | 3月03日 | 岩田剛典            | コトブキツカサ                        | 22:00-24:00 | IBC岩手放送は23:00より飛び乗り、東北放送は23:50で飛び降り。 |
| 2018年 | 3月02日 | 菅田将暉            | 三四郎                                | 27:00-29:00 | 一部地域は28:00で飛び降り。 『オールナイトニッポン0(ZERO)』での放送で、同枠で当時実施していたLINE LIVEでの映像配信及び放送終了後のアフタートークは休止した。                                                                  |
| 2019年 | 3月01日 | 伊藤健太郎          | 八木亜希子 ひろたみゆ紀               | 22:00-24:00 | 生放送。 IBC岩手放送は23:00より飛び乗り、東北放送は23:50で飛び降り この模様は翌日の『八木亜希子 LOVE&MELODY』でも放送された。                                                                                                 |
| 2020年 | 3月06日 | 星野源              | 三四郎                                | 25:00-27:00 | |
| 2021年 | 3月19日 | 小栗旬              | 垣花正 前島花音                       | 27:00-29:00 | 香川の西日本放送は28:00で飛び降り。 『オールナイトニッポン0(ZERO)』での放送で、同枠で当時実施していたMixChannelでの映像配信及び放送終了後のアフタートークは休止。                                                             |
| 2022年 | 3月11日 | 菅田将暉            | 荘口彰久 前島花音                     | 27:00-29:00 | 東海ラジオは28:30で飛び降り。 『オールナイトニッポン0(ZERO)』での放送で、同枠で当時実施していたMixChannelでの映像配信及び放送終了後のアフタートークは休止。                                                                   |
| 2023年 | 3月10日 | 松村北斗            | 荘口彰久 新行市佳                     | 27:00-29:00 | 東海ラジオは28:30で飛び降り。 『オールナイトニッポン0(ZERO)』での放送で、同枠で当時実施しているHAKUNA Liveでの映像配信及び放送終了後のアフタートークは休止。                                                                  |
| 2024年 | 3月8日  | 山田裕貴            | 荘口彰久 ひろたみゆ紀                 | 27:00-29:00 | 『オールナイトニッポン0(ZERO)』での放送で、同枠で当時実施している17LIVEでの映像配信及び放送終了後のアフタートークは休止。 |
| 2025年 | 3月14日 | 森本慎太郎          | コトブキツカサ アシスタント：内田雄基 | 27:00-29:00 | 『オールナイトニッポン0(ZERO)』での放送で、同枠で当時実施している17LIVEでの映像配信及び放送終了後のアフタートークは休止。 |